# Antonio Salazar Giménez
Antonio Salazar Giménez   (1938 - Lleida, 13 de gener de 2018) va ser un activista cultural i polític lleidatà. D'ètnia gitana, va ser president de l'Associació Cultural Gitana de Lleida i fundador de la Federació d'Associacions Gitanes de Catalunya. L'advocat Joan Argilés, va escriure un llibre dedicat a ell anomenat ‘Antonio Salazar, l'últim patriarca gitano del Pla de l'aigua’. Defensor de l'independentisme català, va ser suplent a les llistes de Junts pel Sí per la circumscripció de Lleida a les eleccions del 27 de setembre del 2015, a proposta d'Esquerra Republicana de Catalunya. Va estar vinculat tant amb ERC com amb CiU des dels anys 90.